# 戴均良
戴均良（1960年7月—），男，湖北浠水人，中华人民共和国政治人物。吉林大学历史学专业研究生毕业，历史学硕士。

## 生平
1980年1月从湖北省浠水师范学校毕业后参加工作，历任湖北省浠水县城关中学、浠水县高中教师，后供职于民政部政策法规司。1988年10月加入中国共产党。1997年8月，任民政部区划地名司副司长（其间：2001年3月至2002年1月在中央党校第17期一年制中青年干部培训班学习）。2002年3月，任民政部区划地名司司长（2007年8月至2009年9月，挂职任中共沈阳市委常委、副市长）。2010年7月，任国家民政部直属机关党委副书记、人事司司长。2012年9月，任中华人民共和国民政部副部长。
2013年7月，任北京市副市长。2014年，兼任北京市残联主席。2015年4月，升任中共北京市委常委、统战部部长。
2016年6月30日，调任中共中央统战部副部长。2018年1月，当选第十三届全国政协委员。
2019年1月，转任中纪委国家监委驻全国政协机关纪检监察组组长，接替周新建，至2022年10月卸任。